# 特日格乐
特日格乐（1997年10月9日—）是一名中國男網球運動員，在2018年10月22日取得個人單打排名新高的395名，而最高雙打排名則是384名，在2019年3月4日取得。
2014年深圳網球公開賽，他首次參加ATP巡迴賽雙打賽事。

## 外部連結
- 特日格乐（英文/西班牙文）的官方資料